# マックス・クノール
マックス・クノール（Max Knoll、1897年7月17日- 1969年11月6日）はドイツの電気技術者。電子顕微鏡の発明者の1人である。
クノールはベルリン工科大学で高電圧技術で学位をえた。1931年にベルリン工科大学のエルンスト・ルスカと電子顕微鏡を開発した。1932年から1945年までテレフンケン社でテレビジョンの開発を行いながらベルリン工科大学で教えた。1948年から1956年までアメリカのプリンストン大学の電気工学の教授となった。
エルンスト・ルスカは電子顕微鏡の開発の功績で1986年に80歳でノーベル物理学賞を受賞するが、これはクノールの没後17年もたったあとである。